# میگالوف
میگالوف (به روسی: Мигалово) یک پایگاه هوایی نظامی واقع در تور (روسیه) در کشور روسیه است که توسط نیروی هوایی روسیه اداره می‌شود.